# Estación de Collonges-Fontaines
La estación de Collonges-Fontaines es una estación ferroviaria francesa de la línea París-Marsella, situada en la comuna de Collonges-au-Mont-d'Or, en el departamento de Ródano, en la región de Ródano-Alpes. Por ella transitan únicamente trenes regionales. 

## Situación ferroviaria
La estación se encuentra en la línea férrea París-Marsella (PK 499,491). Se encuentra en un tramo desdoblado de cuatro vías.  Pertenece también a la línea férrea Collonges-Fontaines-Lyon-Guillotière.

## Descripción
Sigue el mismo esquema que el resto de las estaciones de este tramo de la línea férrea: dos andenes laterales, uno central y cuatro vías.

## Servicios ferroviarios

### Regionales
Los TER Ródano Alpes recorren el siguiente trazado:
- Línea Villefranche-sur-Saône-Vienne.